# Uaymitún

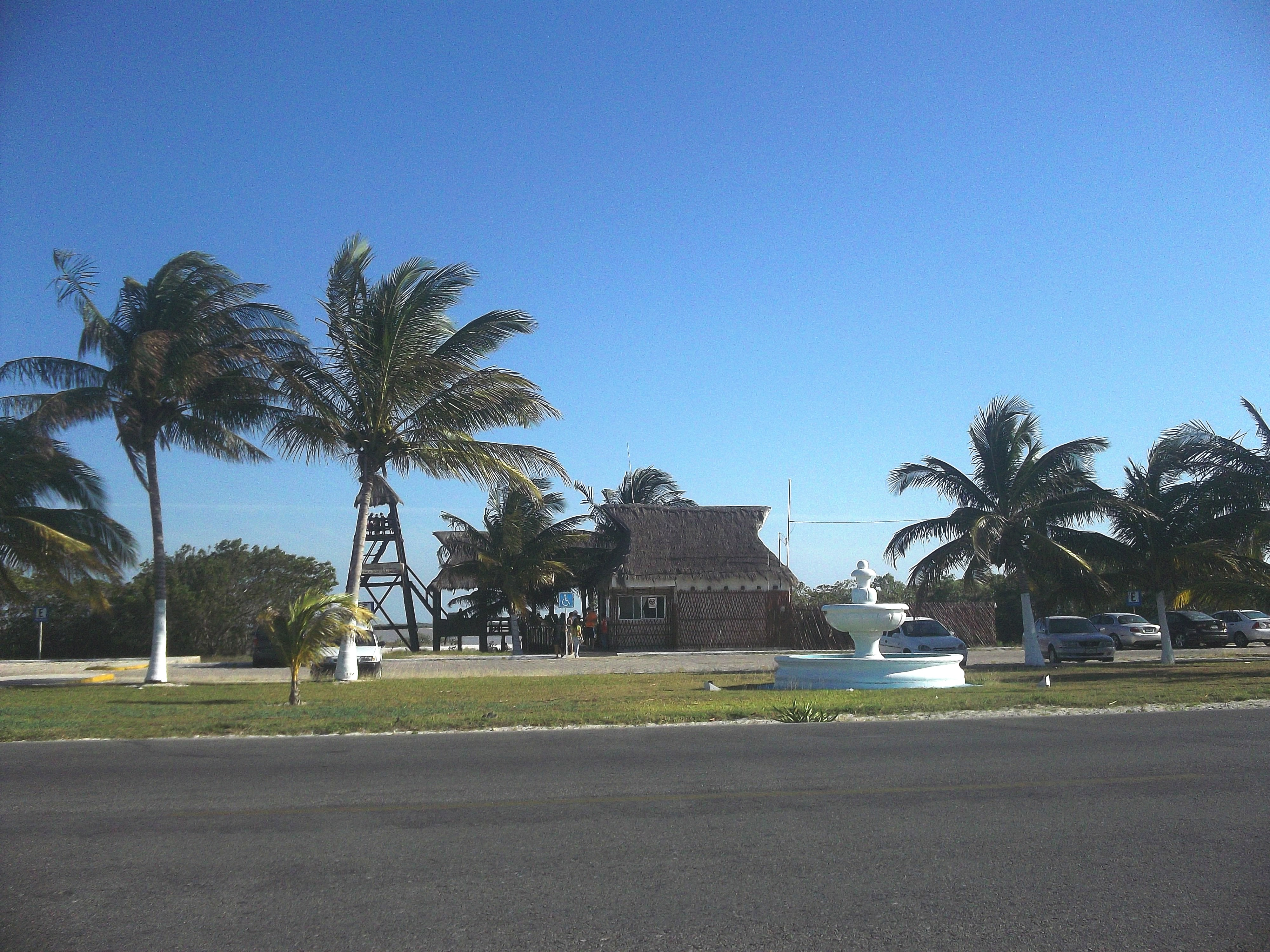
Otra vista del mirador de Uaymitún.

Uaymitún es un pequeño puerto de pescadores del estado de Yucatán, México, en la demarcación del municipio de Ixil, ubicado aproximadamente a 50 kilómetros al noreste de la ciudad de Mérida, capital del estado. Se encuentra sobre el kilómetro 15 de la carretera Progreso a Telchac Puerto. Cuenta con un mirador turístico instalado en la orilla de la ciénaga y desde el cual pueden observarse los flamencos y demás fauna que habita en la región.

## Toponimia
El nombre (Uaymitún) proviene del idioma maya en el que Uay significa brujo, embrujado. Pero posiblemente el nombre compuesto usado como toponímico se refiera a Uac Mitún Ahau, dios de la muerte, en el códice de Dresde.

## Ecosistema
La vegetación del lugar es de duna costera y manglar con plantas xerófitas y halófitas y selva baja caducifolia espinosa. El suelo de arena calcárea de grano grueso.

## Datos históricos
- A mediados del siglo XIX fue un rancho pesquero y salinero, denominado "Guaymitún".
- Entre 1878 y 1881 su crecimiento le permitió ser incluido en el municipio de Progreso.
- En 1902 se registra que el rancho se dedicaba al cultivo de cocoteros.
- El lugar se encuentra virtualmente unido a Chicxulub Puerto y Progreso y es una localidad orientada actualmente principalmente al turismo regional con alta densidad de residencias veraniegas.

## Hallazgos arqueológicos
En 1996 se encontraron unas osamentas del siglo XIX.

## Demografía
Según el censo de 2012 realizado por el INEGI, la población de la localidad era de 14 habitantes, de los cuales 8 eran hombres y 6 eran mujeres. Este censo no considera la numerosa población flotante que acude durante los meses del estiaje al puerto para vacacionar.
| 9                           | 14 |
| (Fuente: INEGI [Consultar]) |    |